# Aristarchos fra Samothrake
Aristarchos (græsk: Ἀρίσταρχος; ca. 220-143 f.Kr.) var en græsk grammatiker og tekstkritiker fra øen Samothrake i det Ægæiske Hav. Han var i en periode leder af Biblioteket i Alexandria og regnes for den vigtigste af alle forskere i Homerisk poesi.